# Mimela blumei
Mimela blumei är en skalbaggsart som beskrevs av Hope 1836. Mimela blumei ingår i släktet Mimela och familjen Rutelidae. Inga underarter finns listade i Catalogue of Life.